# Воронина, Наталья Сергеевна
Ната́лья Серге́евна Воро́нина (по мужу Дво́рникова; род. 21 октября 1994) — российская конькобежка, чемпионка мира 2020 года на дистанции 5000 метров, бронзовый призёр зимних Олимпийских игр 2018 года на дистанции 5000 метров, девятикратный призёр чемпионатов мира, чемпионка России в классическом многоборье (2016) и серебряный призёр Чемпионата России в классическом многоборье (2015), 10-кратная чемпионка России на отдельных дистанциях. Обладательница мирового рекорда на дистанции 5000 метров. Единственная конькобежка в мире, пробежавшая дистанцию 5000 метров быстрее 6 минут 40 секунд. Заслуженный мастер спорта России. Выступает за ЦСКА.

## Биография
Родилась в Нижнем Новгороде, где впервые встала на фигурные коньки в 2 года благодаря своей маме. Также в она детстве увлекалась гимнастикой и танцами, но в возрасте 6 лет занялась конькобежным спортом. Её первым тренером была мама Ольга Германовна, которая работала детским тренером в этом виде спорта. Занималась в Комплексной специализированной детско-юношеской спортивной школе олимпийского резерва № 1.(КСДЮСШОР) с 1-го класса школы. Окончила Нижегородское областное училище олимпийского резерва имени В. С. Тишина. Первый тренер, её мама, Ольга Воронина, вторыми тренерами у неё были Владимир Акилов и Ольга Ерошенко.
В сборную России по конькобежному спорту вошла в 2014 году, тогда же стала серебряным призёром Первенства России среди юниоров и дебютировала на чемпионате мира среди юниоров. В сезоне 2014/2015 успешно выступила на чемпионате страны, установив личные рекорды на всех дистанциях и по сумме очков, что позволило занять 2-е место, тогда же впервые участвовала на Кубке мира и выполнив норматив, получила звание мастера спорта международного класса.
По итогам чемпионата отобралась на чемпионат Европы, где заняла 7 место, побив личные рекорды на 1500 м и 5000 м. Следом на чемпионате мира на отдельных дистанциях в Херенвене выиграла «бронзу» в командной гонке. Также участвовала на чемпионате мира в классическом многоборье в Калгари где заняла 14 место, побив личные рекорды на 500 м, 1500 м и 3000 м.
в сезоне 2015/16 Наталья стала чемпионкой России в многоборье и на дистанциях 1500, 3000 и 5000 м, заняла 5-е место в многоборье на чемпионате Европы и вновь стала третьей в командной гонке на чемпионате мира в Коломне, а через год в третий раз выиграла бронзовую медаль. В сезоне 2016/17 также заняла 6-е место в многоборье на чемпионате мира в Хамаре.
10 декабря 2017 года победила на дистанции 3000 метров на этапе Кубка мира в Солт-Лейк-Сити с новым рекордом страны, опередив в паре Мартину Сабликову. В январе 2018 года на чемпионате Европы в Коломне выиграла серебряную медаль в командной гонке и бронзовую в забеге на 3000 м.
16 февраля 2018 года на дистанции 5000 метров на зимней Олимпиаде в Пхёнчхане Наталья Воронина бежала в последней паре вместе с Мартиной Сабликовой. Уступив в паре Сабликовой, она опередила на 0,19 секунды шедшую до этого забега второй голландку Аннаук ван дер Вейден и стала бронзовым призёром. Время Ворониной — 6.53,98 лишь несколько десятых секунды уступало личному рекорду, установленному на высокогорном катке в Солт-Лейк-Сити.
В 2019 году Наталья в очередной раз стала чемпионкой России на дистанциях 3000 м и 5000 м и на чемпионате мира в Инцелле трижды стала бронзовым призёром на дистанциях 3000 м, 5000 м и в командной гонке. На чемпионате мира в Калгари заняла 8-е место в многоборье.
В 2020 году Воронина стала серебряным призёром на чемпионате Европы на отдельных дистанциях в Херенвене на дистанции 3000 м и в командной гонке, а на чемпионате мира на отдельных дистанциях в Солт-Лейк-Сити завоевала бронзовую медаль на дистанции 3000 метров. На дистанции же 5000 метров в ходе соревнований был дважды побит мировой рекорд: сначала чешская конькобежка Мартина Сабликова показала результат 6:41,18, а затем Наталья Воронина улучшила новое высшее мировое достижение на 2,16 секунды (6:39,02) и стала чемпионкой мира.
В 2021 году стала двукратной чемпионкой России на отдельных дистанциях, заняла 4-е место на чемпионате Европы в многоборье, и на чемпионате мира в Херенвене стала 2-й в забеге на 5000 м и 3-й в командной гонке. Через год на чемпионате Европы в Херенвене завоевала «бронзу» в командной гонке. В феврале 2022 года на зимней Олимпиаде в Пекине Воронина заняла 11-е место в забеге на 3000 м и 6-е на 5000 м. В июне 2022 года она объявила, что сделает перерыв в спорте из-за беременности и сезон 2022/23 пропустила по семейным обстоятельствам.

## Личная жизнь и семья
Обучалась в Нижегородском государственном педагогическом университете имени Козьмы Минина в области физического воспитания. В 2018 году вышла замуж. Муж работает специалистом по подготовке льда в конькобежном центре Коломны. 9 декабря 2023 года родился сын Алексей.

## Спортивные достижения
| Год  | Чемпионат Европы многоборье | Чемпионат Европы отдельные дистанции | Чемпионат мира (многоборье) | Чемпионат мира (отдельные дистанции)          | Олимпийские игры     | Кубок мира                                | Чемпионат мира юниоры |
| ---- | --------------------------- | ------------------------------------ | --------------------------- | --------------------------------------------- | -------------------- | ----------------------------------------- | --------------------- |
| 2014 |                             |                                      |                             |                                               |                      |                                           | 28e 1500 м 16e 3000 м |
| 2015 | 7e (9e, 8e, 8e, 6e)         |                                      | NC14 (16e, 7e, 15e, -)      | 13e 3000 м · командная гонка · 15e масс-старт |                      | 52e 1500 м 20e 3000/5000 м 19е масс-старт |                       |
| 2016 | 5e · (8e, 5e, 10e, )        |                                      | 7е (14e, 4e, 16e, 5е)       | 12e 3000 м · командная гонка · 8e 5000 м      |                      | 15е 1500 м · 3000/5000 м · 35е масс-старт |                       |
| 2017 |                             |                                      | 6е (14e, 4e, 11e, 5е)       | 10e 3000 м · 9e 5000 м · командная гонка      |                      | 20е 1500 м 12е 3000/5000 м                |                       |
| 2018 |                             | 3000 м · командная гонка             |                             |                                               | 10е 3000 м · 5000 м  | 18e 1500 м · 3000/5000 м                  |                       |
| 2019 | 5e (9e, 4e, 7e, 4e)         |                                      | 8e (16e, 5e, 15e, 6e)       | 3000 м · командная гонка · 5000 м             |                      | 3000/5000 м                               |                       |
| 2020 |                             | 3000 м · командная гонка             | NC12 (15e, 7e, 10e, -)      | 5000 м · 3000 м · 4е командная гонка          |                      | 4е 3000/5000 м · командная гонка          |                       |
| 2021 | 4e · (12e, , 11e, 4e)       |                                      |                             | 7e 3000 м · 5000 м · командная гонка          |                      | 3000/5000 м                               |                       |
| 2022 |                             | командная гонка                      |                             |                                               | 11е 3000 м 6е 5000 м |                                           |                       |

* В скобках указано место на соответствующей дистанции (500 м, 3000 м, 1500 м, 5000 м).
** NC — не отобралась на заключительную дистанцию.

## Награды
- 2014 год — получила звание Мастер спорта России по конькобежному спорту[9]
- 2018 год — получила звание Заслуженный мастер спорта[10].
- 28 февраля 2018 года — Медаль ордена «За заслуги перед Отечеством» 2-й степени за высокие спортивные достижения на XVIII Олимпийских зимних играх 2018 года в городе Пхенчхане (Республика Корея), проявленные волю к победе, стойкость и целеустремленность[11].
- Медаль «За укрепление боевого содружества» (2018)[12].
- декабрь 2018 года — признана лучшей спортсменкой 2018 года Союзом конькобежцев России
- 2020 год — Лауреат приза Оскара Матисена[13].
- 2020 год — получила награду «Серебряная лань» от Федерации спортивных журналистов России.